# 梵汉对音
梵汉对音是指历史上用汉字音译梵语词的材料，現學者可以根據其研究古代汉语的语音。

## 內容主旨
从东汉佛教传入中国之后，中国的佛教徒和来自印度和其他地区的佛教徒就不断把梵语的佛经等资料翻译成汉语，主要是意译，遇到专有名词或术语一般用音译，也有一些完全音译的（例如咒语）。例如用佛陀来译buddha，夜叉来译yakṣa，等等。
由于不同时期汉语的语音不一样，所以出现用不同的字来音译同一词的现象。例如buddha一开始被翻译成浮屠，到了隋唐，又被翻译成佛陀。
由于梵文是表音文字，较好地反映了词语的发音，而汉字不是表音文字，从字形不能直接看出古代的发音，梵汉对音就成了研究古代汉语语音的重要材料。因为音译把梵语音节译成尽量相近的汉语音节，从译音用字和梵语读音的对应关系，就可以获得汉字读音的信息。根据同一个词在不同时代的不同音译，也可以获得时代之间语音变化的信息。梵汉对音材料已经被运用到中古汉语语音的构拟，发挥了重要的作用。
近代學者陳寅恪在著作《四聲三問》中，認為平、上、去「實依據及摹擬中國當日轉讀佛經之三聲」歸納得來。